# Alexandra Nordberg
Pia Alexandra Lillemor Nordberg, född 31 oktober 1989 i Stockholm, är en svensk skådespelerska. Hon är utbildad på Teaterhögskolan i Malmö, där hon studerade mellan åren 2015 och 2018.

## Biografi
Nordbergs första filmade rollframträdande var i den danska kriminalserien Gisslantagningen år 2018/2019, där hon i tre avsnitt spelade rollen som Isabella. År 2023 spelade hon rollen som Nina Fehre, i den femtionde Beck-filmen Dödläge, i regi av Niklas Ohlson. Hon har utöver detta även synts i den svenska Netflixserien Kärlek & anarki under 2022. Som student gjorde hon från 2017 sin praktik på Göteborgs Stadsteater, där hon medverkade i bland annat Utvandrarna. Efter avslutad utbildning arbetade hon som skådespelare hon vid Östgötateatern Under 2024 turnerar hon med Riksteatern och monologen Instructions for a Teenage Armageddon.

## Filmografi

### Film
- 2023 – Beck – Dödläge

### TV
- 2019 – Gisslantagningen (TV-serie)
- 2022 – Kärlek & anarki (TV-serie)